# Бахт (дух)
Бахт (арм. Բախտ — «судьба», «рок») — дух в армянской мифологии. Бахт определяет судьбу человека при рождении (которую записывает Грох).

## Описание
Бахт представляется иногда в облике седобородого старца, сидящего или на небе, или на высокой горе, определяя судьбу каждого человека. Его предначертания фиксируются Грохом в особых книгах или на лбах людей. В народных поверьях Бахта называют также духом счастья, которое он посылает человеку или отдельной семье. Он выступает в облике юноши или старца. У кого живёт Бахт, тому сопутствует фортуна, а кого Бахт покидает, того преследует наваждение и невезение.
Бахт нередко появлялся в белой одежде в домах, в хлевах или на пастбищах, где сторожил скот. Он уходит из дома, в котором его оскорбили. Чтобы вернуть обратно или пригласить Бахт, в конце года или в начале нового года совершают особые церемонии: девушки садятся на кочерги и скачут на них, старухи выходят из дома с посохами, стучат по земле и особыми заклинаниями просят Бахт вернуться в их дом. Иногда Бахт отождествляется с духами предков.